# 朝威控股
朝威控股有限公司，簡稱朝威控股（英語：Glory Flame Holdings Limited，港交所：8059），在1981年，由其他人組成「鑽威工程有限公司」，其後在1991年，被費榮富（主席）和配偶劉桂芳，以92.5萬港元收購。
業務在香港經營鑽孔、切割等地基工作。
股份在2014年8月15日於港交所創業板上市。配售價格為0.4港元，股份為1.55億股，集資額為6200萬港元。

## 連結
- drillcut.com.hk （页面存档备份，存于）

1. ↑   (PDF).   [2014-10-24]. （原始内容存档 (PDF)于2015-09-23）.